# Arthur Vanderlinden
Arthur Joseph Vanderlinden, ook Van der Linden of Vander Linden, (Goeferdinge, 30 juli 1859 - 18 januari 1938) was een Belgisch volksvertegenwoordiger, bestendig afgevaardigde en burgemeester.

## Levensloop
Arthur Vanderlinden was een zoon van de herenboer Joseph Vanderlinden (1824-1884) en van Hortense Grenier (1835). Joseph was burgemeester van Goeferdinge (1850-1884). Arthur trouwde met Caroline Michaux (1863-1934) en ze kregen drie kinderen.
Hij promoveerde tot landbouwingenieur aan de Katholieke Universiteit Leuven. Zoals zijn vader was hij herenboer op de grote familie-eigendom met de kasteelhoeve Hof Ter Elzen. Hij werd gemeenteraadslid van Goeferdinge (1884-1900) en was er burgemeester, in opvolging van zijn vader, van 1884 tot 1895. 
In 1886 werd hij lid van de provincieraad van Oost-Vlaanderen en hij zou dit – met de korte onderbreking van zijn parlementair mandaat – blijven tot in 1925. In 1895 werd hij bestendig afgevaardigde, wat hem de mogelijkheid gaf een belangrijke stempel te drukken op de landbouwpolitiek die door de provincie Oost-Vlaanderen werd gevoerd.
Hij werd in 1898 verkozen tot katholiek volksvertegenwoordiger voor het arrondissement Aalst, een mandaat dat hij vervulde tot in 1900. Hij keerde vervolgens naar de provincieraad terug en werd onmiddellijk weer bestendig afgevaardigde, tot in 1925.
Hij was ook:
- voorzitter van de Association des anciens étudiants de l'Institut Agronomique de Louvain (1899-1900),
- bestuurder van de Provinciale Landbouwschool,
- bestuurder van de Gentse Maatschappij voor Goedkope Woningen.